# Itzel Ríos de la Mora
Itzel Sarahí Ríos de la Mora es una política mexicana miembro del Partido Revolucionario Institucional. Nació en Tecomán, Colima, el 31 de agosto de 1978 siendo hija de Luis Ríos Ríos y Zenaida de la Mora Ochoa. 
Es licenciada en Comunicación y Maestra en Ciencias Políticas, egresada de la Universidad de Colima. Fue la presidenta más joven de un Comité Directivo Estatal en la historia Local y Nacional del Partido Revolucionario Institucional. Fue diputada local y Presidente de la Comisión de Gobierno Interno y Acuerdos Parlamentarios de la LVI Legislatura del Congreso del Estado de Colima. Fue Coordinadora de la Fracción Parlamentaria de los Diputados Priistas y presidente de la Comisión de Seguridad, Protección Civil y Readaptación Social en el Congreso del Estado. Además, fue Coordinadora General de la campaña política del entonces Candidato del PRI al Gobierno del Estado, Mario Anguiano Moreno. Fue senadora para la LXII Legislatura del Congreso de la Unión de México y LXIII Legislatura del Congreso de la Unión de México.